# Broadway (stacja metra na Crosstown Line)
Broadway – stacja metra nowojorskiego, na linii G. Znajduje się w dzielnicy Brooklyn, w Nowym Jorku i zlokalizowana jest pomiędzy stacjami Metropolitan Avenue i Flushing Avenue. Została otwarta 1 lipca 1937.